# Cécile Jeanson
Pour les articles homonymes, voir Jeanson.
Cécile Jeanson, née le 17 août 1972 à Perpignan (Pyrénées-Orientales), est une nageuse française qui pratique la nage papillon (100 et 200 mètres).
Elle a participé avec l'équipe de France de natation à trois Jeux olympiques, en 1992 à Barcelone, en 1996 à Atlanta et en 2000 à Sydney.